# Spławie (przystanek kolejowy)
Spławie – przystanek kolejowy położony na północ od Goliny. Na przystanku zatrzymują się tylko pociągi osobowe Kolei Wielkopolskich.

## Ruch pasażerski[1]
| Rok  | Wymiana pasażerska na dobę |
| ---- | -------------------------- |
| 2017 | 100-149                    |
| 2018 | 100-149                    |
| 2019 | 100-149                    |
| 2020 | 50-99                      |
| 2021 | 100-149                    |
| 2022 | 150-199                    |
| 2023 | 200-299                    |

## Wygląd stacji

### Perony
Przystanek składa się z dwóch wysokich peronów bocznych o długości 300 m, leżących po przeciwnych stronach ulicy. Każdy peron posiada jedną krawędź peronową.
- Z peronu 1 odjeżdżają pociągi w kierunku Poznania
- Z peronu 2 odjeżdżają pociągi w kierunku Konina

Perony pokryte są kostką brukową i betonowymi płytami.
Na każdym peronie znajdują się: 
- dwie blaszane wiaty przystankowe z ławkami
- tablice z nazwą przystanku "Spławie"
- rozkład jazdy pociągów
- megafony
- ławki
- kosze na śmieci
- latarnie oświetleniowe

### Przejazd kolejowo-drogowy
Pomiędzy peronami znajduje się przejazd kolejowo-drogowy. Jest zabezpieczony rogatkami oraz sygnalizacją świetlną i dźwiękową.